# Tour de la Hainleite
El Tour de la Hainleite (en alemán Rund um die Hainleite) fue una competición ciclista de un día que se disputaba por los alrededores de Erfurt, en el estado de Turingia, Alemania. Fue creada en 1907 siendo una de las carreras más antiguas del país. En el 2005 se integró en el UCI Europe Tour, como competencia de categoría 1.1 y a partir de 2008 desapareció como carrera ciclista y pasó a ser la última etapa del Tour de Thüringe. 

## Palmarés
| - 1907 Willi Ochs - 1908 H. Schröckel - 1909 H. Schröckel - 1910 Gustav Schulze - 1911 Karl Zander - 1911 K. Trettenborn (Amat.) - 1912 Franz Suter - 1912 A. Frömming (Amat.) - 1913 Erich Aberger - 1913 Hans Koch (Amat.) - 1914 Erich Aberger - 1914 P. Fehlau (Amat.) - 1915-1919 no disputada - 1920 K. Ohme (Amat.) - 1921 Adolf Huschke - 1921 M. Werner (Amat.) - 1922 Paul Kohl - 1922 A. Roßner (Amat.) - 1923 M. Werner (Amat.) - 1924 Otto Nitze - 1925 Paul Kohl - 1925 Richard Beyer - 1926 Otto Gugau - 1926 Gaetano Belloni - 1927 G. Zind - 1927 R. Schuster - 1928 Paul Kohl - 1928 R. Hahn - 1928 W. Haucke - 1929 H. Puttkammer - 1929 H. Stache - 1930 Otto Beyer - 1931 Oskar Michael - 1931 S. Kley - 1932 K. Kerber - 1932 Rudolf Risch - 1933 Georg Stach | - 1934 Fritz Anger - 1934 H. Schumann - 1935 E. Scheller - 1935 E. Westhaus - 1936 Fritz Ruland - 1936 P. Machleidt - 1937 Walter Nickel - 1937 W. Oberquelle - 1938 Georg Umbenhauer - 1938 Werner Richter - 1939 Horst Siegel - 1939 Werner Schiffner - 1940 Fritz Scheller - 1941 B. Schultze - 1942 Harry Saager - 1943 Herbert Bresching - 1944 H. Claessen - 1945-1948 no disputada - 1949 P. Scherner - 1950 Bernhard Wille - 1950 Horst Gaede - 1951 Fritz Funke - 1951 Werner Fritzsche - 1952 Lothar Meister - 1953 Edi Ziegler - 1954 Gustav-Adolf Schur - 1955 Rudi Kirchoff - 1955 Siegfried Wustrow - 1956 Günther Oldenburg - 1957 Gustav-Adolf Schur - 1957 W. Seidel - 1958 Manfred Weißleder - 1959 V. Eeckhandt - 1960 Erich Hagen - 1960 Gustav-Adolf Schur - 1961 Erich Hagen - 1962 Eberhard Butzke | - 1963 K. Taufmann - 1964 Klaus Kellermann - 1965 Rainer Marks - 1966 Klaus Ampler - 1967 Bernd Patzig - 1968 no disputada - 1969 Wolfgang Braune - 1970 Dieter Grabe - 1971-1979 no disputada - 1980 Thomas Barth - 1981 Mario Kummer - 1982 Bernd Drogan - 1982 Olaf Ludwig - 1983 Uwe Raab - 1984-1985 no disputada - 1986 Mario Kummer - 1987 Uwe Ampler - 1988 no disputada - 1989 Steffen Rein - 1990-1992 no disputada - 1993 Hagen Bernutz - 1994 Thomas Schlenderlein - 1995 Roland Nestler - 1996 Mario Kummer - 1997 Dirk Müller - 1998 Thomas Liese - 1999 Holger Sievers - 2000 Nicki Sørensen - 2001 Christian Wegmann - 2002 Sascha Sviben - 2003 Enrico Poitschke - 2004 Peter Wrolich - 2005 Bert Grabsch - 2006 Jens Voigt - 2007 Greg Van Avermaet |

## Palmarés como etapa delTour de Thüringe
| Año  | Ganador           | Segundo           | Tercero                  |
| ---- | ----------------- | ----------------- | ------------------------ |
| 2008 | Laurent Beuret    | Jonathan Bellis   | Andreas Stauff           |
| 2009 | Leigh Howard      | Steven Kruijswijk | Stefan Denifl            |
| 2010 | John Degenkolb    | Timothy Roe       | Nikias Arndt             |
| 2011 | Luke Rowe         | Michael Hepburn   | Nils Plötner             |
| 2012 | Danny van Poppel  | Moreno Hofland    | Nikias Arndt             |
| 2013 | Łukasz Wiśniowski | Silvio Herklotz   | Kristian Haugaard Jensen |